# William-Harold Dudley
Pour les articles homonymes, voir Dudley (homonymie).
William-Harold Dudley, né à Bilston en 1890 et mort le 27 mai 1949 à Cheltenham, est un peintre britannique. 

## Biographie
Issu d'un milieu modeste, son père est ferronnier dans une forge de Bliston et sa mère et la fille d'un marchand d'Ettingshall (en). Il a trois sœurs Annie (née en 1882), Harriet (née en 1884) et Mary (née en 1894) et un frère aîné, Thomas (né en 1886).
Il commence des études à la Bilston School of Art (en) puis devient élève du Royal College of Art de Londres dont il sort diplômé en 1916. Il travaille pendant la Première Guerre mondiale comme dessinateur de cartes pour le Corps du Renseignement. 
Il expose au Salon des artistes français dès 1924 et y obtient une mention honorable l'année suivante. 
Il devient enseignant à l'Université du Gloucestershire et est le directeur du Newport College of Art (en) de 1922 à 1940. 
Il est connu pour ses paysages qu'il a exposés, entre autres, à la Royal Academy, à la Royal West of England Academy (en) et à la Royal Birmingham Society of Artists (en). 
Atteint par la maladie de Parkinson vers 1940, son activité décroit à partir de cette date. Il meurt à Cheltenham en mai 1949 et y est inhumé.
Ses œuvres sont conservées, entre autres, à la Bilston Craft Gallery (en) et à la Wolverhampton Art Gallery (en).